# Karlo Lukanow

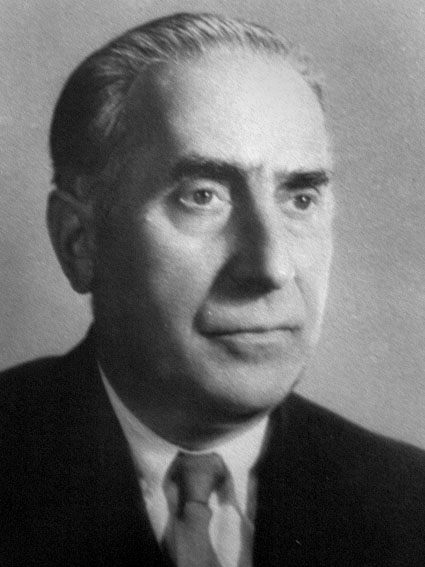
Karlo Lukanow

Karlo Todorow Lukanow (bulgarisch Карло Тодоров Луканов) (* 20. Oktoberjul. / 1. November 1897greg. in Plewen; † 15. Juli 1982 in Sofia) war ein bulgarischer Jurist und Politiker. Zwischen der kommunistischen Machtübernahme 1944 und 1962 bekleidete er verschiedene hohe Positionen, unter anderem von 1956 bis 1962 als Außenminister seines Landes in der Regierung Jugow (2.).

## Leben und Familie
Lukanow wuchs in einer politisch sehr aktiven Familie auf: Der Vater Todor Stantschew Lukanow war Mitglied der Bulgarischen Sozialdemokratischen Partei, seit etwa 1900 deren regionaler Anführer in Plewen und seit 1911 Mitglied der Parteikontrollkommission, zwischen 1913 und 1923 auch für vier Legislaturperioden Abgeordneter der Nationalversammlung. Karlo besuchte ab 1913 das Gymnasium in Plewen und wurde im gleichen Jahr Mitglied des Sozialistischen Jugendverbandes. Nach der Reifeprüfung wechselte er 1917 auf eine Schule für Reserveoffiziere und wurde von dort zu einem Artillerieregiment versetzt, mit dem er im Ersten Weltkrieg noch eingesetzt wurde. Mit Erreichen der Volljährigkeit nach damaligem bulgarischen Recht war er 1917 auch Mitglied der Bulgarischen Arbeiterpartei geworden.
Nach dem Ende des Ersten Weltkrieges studierte Lukanow in Sofia Jura und ließ sich 1921 in Plewen als Rechtsanwalt nieder. 1925 wurde er nach dem Bombenanschlag auf die Kathedrale Sweta Nedelja in Sofia verhaftet und zu vier Jahren Gefängnis verurteilt, nach der Freilassung 1926 aufgrund einer Amnestie emigrierte er zusammen mit seiner Frau über Österreich in die Sowjetunion. Über sein Leben dort ist nur bekannt, dass er in einem Bauunternehmen und im Apparat der Kommunistischen Internationale gearbeitet haben soll. Sein Einsatz in Spanien (s. u.) macht auch eine militärische Ausbildung in diesen Jahren wahrscheinlich. 1938 wurde in Moskau sein Sohn Andrei Lukanow geboren, dessen Sohn Karlo Andreew Lukanow heute eine wichtige Rolle im bulgarischen Wirtschaftsleben spielt und 2012 zu den Mitbegründern der Partei Обединена социалдемокрация (Vereinigte Sozialdemokratie) gehörte.

## Politische Karriere
In der Sowjetunion wurde Lukanow Mitglied der KPdSU. 1936 bis 1939 hielt er sich in Spanien auf um als Angehöriger der Internationalen Brigaden am Spanischen Bürgerkrieg teilzunehmen. Er wird als Oberstleutnant mit sowjetischer Staatsbürgerschaft in Albacete, wo sich das Hauptquartier der Internationalen Brigaden befand, und als Stabschef der XII. Brigade erwähnt.
Nach seiner Rückkehr 1939 arbeitete Lukanow für die Kommunistische Internationale, bevor er 1941 zu dem für die Auslandspropaganda gegründeten Radiosender Christo Botew wechselte. Nach der kommunistischen Machtübernahme in Bulgarien 1944 kehrte er zurück und wurde zunächst Direktor des staatlichen Rundfunks. 1947 wechselte er als stellvertretender Vorsitzender in die Staatliche Plankommission. 1949 wurde Lukanow im August Vorsitzender des Komitees für Wissenschaft, Kunst und Kultur bei der bulgarischen Regierung und erreichte damit den Rang eines Ministers, wechselte jedoch schon im Dezember zurück in die Plankommission, jetzt als Vorsitzender. Im Februar 1952 wurde Lukanow einer von mehreren stellvertretenden Vorsitzenden des Ministerrates Bulgariens, 1954 wurde er zum bulgarischen Botschafter in Moskau, zuständig für die Sowjetunion, Finnland und die Mongolei, ernannt. Aus dieser Position wurde er im August 1956 zum Außenminister berufen und blieb dies bis Ende 1962. Anschließend war Lukanow bis Dezember 1966 Botschafter in der Schweiz.
Von 1954 bis 1976 war Lukanow Mitglied des Zentralkomitees der Bulgarischen Kommunistischen Partei.